# Cryptocentrus
Cryptocentrus är ett släkte av fiskar. Cryptocentrus ingår i familjen smörbultsfiskar.

## Dottertaxa tillCryptocentrus, i alfabetisk ordning[1]
- Cryptocentrus albidorsus
- Cryptocentrus bulbiceps
- Cryptocentrus caeruleomaculatus
- Cryptocentrus caeruleopunctatus
- Cryptocentrus callopterus
- Cryptocentrus cebuanus
- Cryptocentrus cinctus
- Cryptocentrus cryptocentrus
- Cryptocentrus cyanotaenia
- Cryptocentrus diproctotaenia
- Cryptocentrus fasciatus
- Cryptocentrus flavus
- Cryptocentrus inexplicatus
- Cryptocentrus insignitus
- Cryptocentrus koumansi
- Cryptocentrus leonis
- Cryptocentrus leucostictus
- Cryptocentrus lutheri
- Cryptocentrus malindiensis
- Cryptocentrus maudae
- Cryptocentrus nigrocellatus
- Cryptocentrus niveatus
- Cryptocentrus octofasciatus
- Cryptocentrus pavoninoides
- Cryptocentrus polyophthalmus
- Cryptocentrus pretiosus
- Cryptocentrus russus
- Cryptocentrus shigensis
- Cryptocentrus singapurensis
- Cryptocentrus strigilliceps
- Cryptocentrus tentaculatus
- Cryptocentrus wehrlei
- Cryptocentrus yatsui